# Universität Stockholm

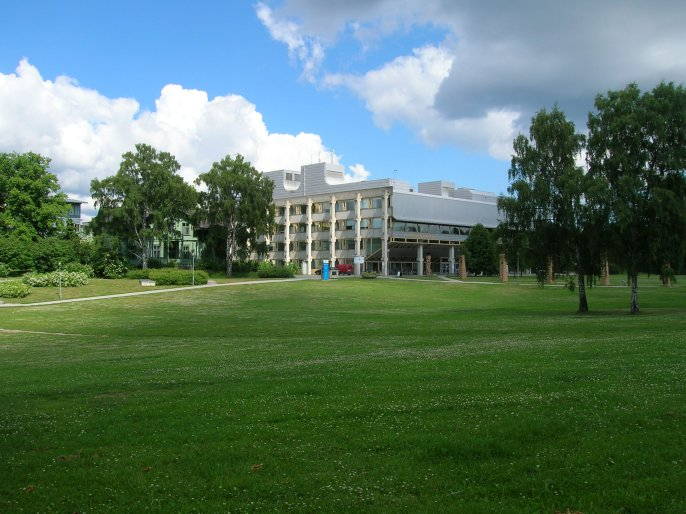
Das Arrheniuslabor

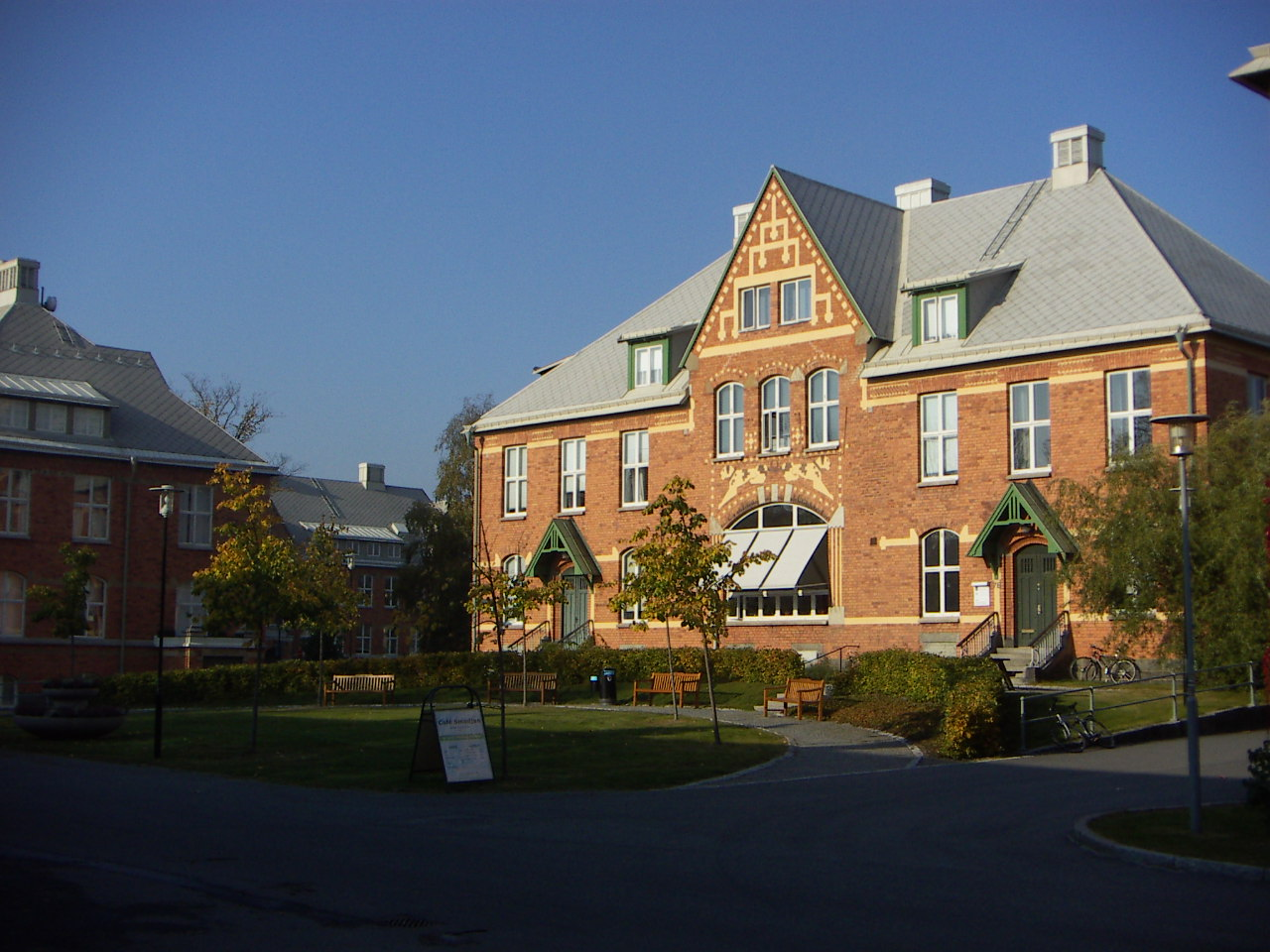
Der Fachbereich Mathematik

Die Universität Stockholm (schwedisch Stockholms universitet, abgekürzt SU; lat.: Universitas Holmiensis) ist eine der 16 Hochschulen und Universitäten in der schwedischen Hauptstadt. Die 1878 als Stockholms högskola gegründete Hochschule erhielt 1960 den Universitätsstatus und zählt zu den besten 100 Universitäten weltweit.

## Geschichte
1869 wurde in Stockholm ein Verein gegründet, der die Errichtung einer Hochschule in Stockholm zum Ziel hatte. Nach einer Spendenaktion und mit Unterstützung der Stadt Stockholm wurde 1878 ein bescheidener Lehrbetrieb in Mathematik, Physik, Chemie und Geologie aufgenommen. Auch in den folgenden Jahren dominierten die naturwissenschaftlichen Fächer. In den 1880er Jahren konnten die ersten Lehrstühle eingerichtet werden, die alle – bis auf einen – zum naturwissenschaftlichen Bereich gehörten. Unter den ersten Professoren waren die Mathematikerin Sofja Kowalewskaja, die erste Professorin Schwedens und wahrscheinlich auch Europas, und der Chemiker Svante Arrhenius, der 1903 den Nobelpreis in Chemie bekam.
1904 war es das erste Mal möglich, an dieser Hochschule Promotionen zu erlangen. 1907 wurde die staats- und rechtswissenschaftliche Fakultät gegründet, 1919 die humanistische Fakultät und 1964 die gesellschaftswissenschaftliche Fakultät. In den 1930er Jahren diskutierte man die Zusammenführung der verschiedenen Hochschulen in Stockholm zu einer Universität, doch wurden diese Pläne in den 1950er Jahren aufgegeben.
1960 erfolgte die Umwandlung zu einer staatlichen Universität und man begann mit dem Bau eines Universitätscampus im Stadtteil Frescati. Gleichzeitig vervielfachte sich die Zahl der Studenten (von den 1950er Jahren bis 1970 von 5.000 auf 30.000). 1977 wurden die Sozialhochschule und die Journalistenhochschule in die Stockholmer Universität integriert, etwas später weitere kleinere Institute und Labors. Die letzte größere Änderung fand am 1. Januar 2008 statt, als die Lehrerhochschule Stockholm in die SU integriert wurde.

## Fakultäten
Heute gibt es vier Fakultäten: die humanistische, die staats- und gesellschaftswissenschaftliche, die rechtswissenschaftliche und die naturwissenschaftliche Fakultät. Daneben betreibt die SU zusammen mit der Königlich Technischen Hochschule zwei Forschungszentren für Physik, Astronomie und Biotechnik bzw. für Informatik. Die Stockholmer Universität hat ungefähr 4.600 Lehrkräfte, von denen 1.800 Gastlehrer und Lehrbeauftragte sind, und 33.000 Studenten.

## Bekannte Professoren und Studenten

### Nobelpreisträger
- Svante Arrhenius (1859–1927), Chemie 1903
- Hans von Euler-Chelpin (1873–1964), Chemie 1929
- George de Hevesy  (1885–1966), Chemie 1943
- Gunnar Myrdal (1898–1987), Ökonom, Politiker und Träger des Gedenknobelpreises für Wirtschaftswissenschaften 1974
- Tomas Tranströmer (1931–2015), Literatur 2011
- Paul J. Crutzen (1933–2021), Meteorologe, Chemie 1995

### Andere
- Sofja Kowalewskaja (1850–1891), weltweit erste lehrende Professorin für Mathematik (1884–1891)
- Percy Dudgeon Quensel (1881–1966), Geologe
- Ingmar Bergman, Regisseur
- Hans Bielenstein, Sinologe
- Carl Bildt, schwedischer Ministerpräsident 1991–1994, und schwedischer Außenminister 2006–2014
- Hans Blix (LLD), Diplomat
- Bert Bolin, Meteorologe
- Aina Elvius, Astronomin
- Horace Engdahl, Literaturwissenschaftler
- Harry Flam, Ökonom
- Christer Fuglesang, Astronaut
- Dag Hammarskjöld, UN-Generalsekretär
- Jens Lapidus, Strafverteidiger und Autor
- Peter Lindgren, ehemaliger Gitarrist von Opeth
- Madeleine von Schweden
- Victoria von Schweden
- Olof Palme, schwedischer Ministerpräsident
- Andreas Papandreou, griechischer Ministerpräsident
- Georgios Papandreou, griechischer Ministerpräsident
- Fredrik Reinfeldt, schwedischer Ministerpräsident 2006–2014
- Erik Tidner (1893–1978), schwedischer Klassischer Philologe, Latein-Dozent 1932–1960
- Mikael Anzén, schwedischer Diplomat